# بنیاد ریلاینس
بنیاد ریلاینس (انگلیسی: Reliance Foundation) سازمان غیرانتفاعی هندی است، که در سال ۲۰۱۰ توسط نیتا آمبانی و موکش امبانی تأسیس شد.